# La Madeleine aux deux flammes
La Madeleine aux deux flammes (Nederlands: Magdalena met de twee vlammen) is een schilderij van de Frans kunstschilder Georges de La Tour, geschilderd rond 1640, olieverf op doek, 133,4 x 102,2 centimeter groot. Het toont Maria Magdalena in een contemplatieve houding. Het werk bevindt zich thans in de collectie van het Metropolitan Museum of Art te New York. De La Tour maakte in dezelfde periode nog vier andere versies van Maria Magdalena, in een vergelijkbare opzet.

## Context
De figuur van Maria Magdalena was erg populair in de Europese schilderkunst van de zeventiende eeuw. Als prostituee en vrouw van zonde leek ze de tegenpool van Jezus Christus, die boetedoening en bezinning predikte en afzag van 'het genot des vlezes'. Door haar positionering in het Nieuwe Testament als metgezel of zelfs levensgezel van Christus, symboliseert ze de kracht van vergeving en de mogelijkheid tot verandering, van een zondig leven naar sacraliteit, met de nadruk op boetedoening. Ten tijde van de contrareformatie gold ze binnen de Katholieke kerk als een overtuigend voorbeeld van de mogelijkheid tot vergeving en bekering.

## Afbeelding
De katholieke De La Tour geeft Maria Magdalena weer in een serene, contemplatieve houding, met het hoofd afgewend, kijkend richting de spiegel. Ze lijkt echter niet meer naar zichzelf te kijken maar eerder te focussen op het licht van de kaars, dat verdubbeld en versterkt wordt in de spiegel. Nog steeds uitgebeeld met de sensuele aantrekkelijkheid en aardse schoonheid die centraal stonden in haar vroegere leven, lijkt ze klaar voor een transformatie naar een hoger bestaan, dat haarzelf overstijgt. Rechts beneden zijn enkele van haar juwelen al op de grond gevallen.

#### Symboliek
De symboliek in het werk is onmiskenbaar, maar evenzeer dubbelzinnig: de spiegel symboliseert de ijdelheid maar tegelijkertijd reflectie, de dubbele kaarsen staan zowel voor de vergankelijkheid als voor verlichting. Uiteraard betekent het vanitas-symbool van de schedel 'memento mori', maar de positie van haar beide handen boven op schede suggereert eveneens een verbinding met het leven en de dood.
Kunsthistorici hebben veel aandacht gehad voor de positionering van de handen van Maria Magdalena in dit werk, precies in het midden van het schilderij. Ze zijn gevouwen in met haaks gekruiste vingers, daarmee drie X-en makend. In het boek Het heilige bloed en de heilige graal wordt dit uitgelegd als een symbool van de Priorij van Sion; als zodanig wordt ook verwezen naar De La Tours schilderij. Het zou suggereren dat ze 'iets meer weet'. Het boek bouwt voort op de legende dat Maria Magdalena drie kinderen van Jezus zou hebben gehad, na zijn dood naar Zuid-Frankrijk zou zijn gevlucht, en dat haar nageslacht, en dus dat van Jezus, de basis vormde van de eerste koninklijke dynastie van Frankrijk, de Merovingen. Dit gegeven werd in 2003 door de auteur Dan Brown verwerkt in diens roman De Da Vinci Code.

#### Stijl
De La Tour beeldt Maria Magdalena uit in de hem typerende realistische, enigszins verheven stijl. In het scherpe contrast tussen het heldere licht van de kaarsen en de schaduwgedeeltes doet het werk sterk denken aan Caravaggio, hoewel het onzeker is of de schilder ooit een werk van de Italiaanse schilder heeft gezien.
Typerend voor het werk van De La Tour is de geometrische afgewogen compositie. Hij maakt daarbij gebruik van een vereenvoudiging van vormen, een beperkt kleurenpalet en legt sterk de nadruk op details. Daardoor weet hij een sfeer van verstilling en reflectie te creëren die weliswaar minder dramatisch is dan in het werk van Caravagio, maar zeker niet minder krachtig.

## Andere Magdalena-werken
In de periode 1838-1845 maakte De La Tour minstens vijf werken met Maria Magdalena als centrale figuur, waarbij steeds een aantal elementen terugkeren en waarbij de nadruk wordt gelegd op haar spirituele transformatie. Twee nagenoeg identieke werken die zich bevinden in het Louvre en het Los Angeles County Museum of Art tonen Maria Magdalena met onbedekte schouders en een nog rokende vlam, die aangeeft dat de transformatie nog niet volledig is. In twee andere, eveneens op elkaar gelijkende werken, in de National Gallery of Art te Washington D.C. en in het Musée Lorrain te Nancy, heeft Maria Magdalena een meer contemplatieve houding en raakt ze de nu volledig in de spiegel reflecterende schedel duidelijk meer bewust aan, ten teken dat ze ook haar sterfelijkheid meer bewust is. Hier is de transformatie dus duidelijk al verder.

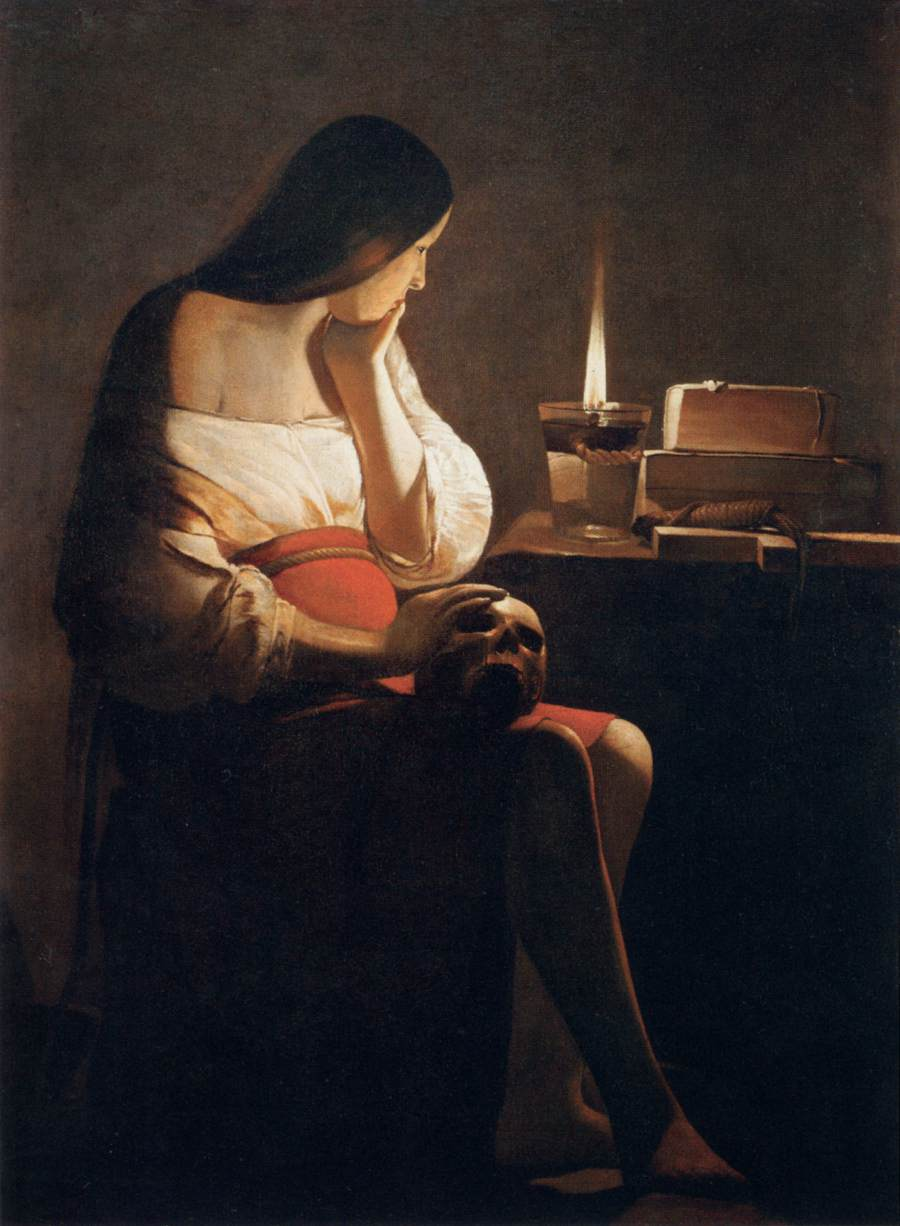
Magdalena en de rokende vlam, Louvre
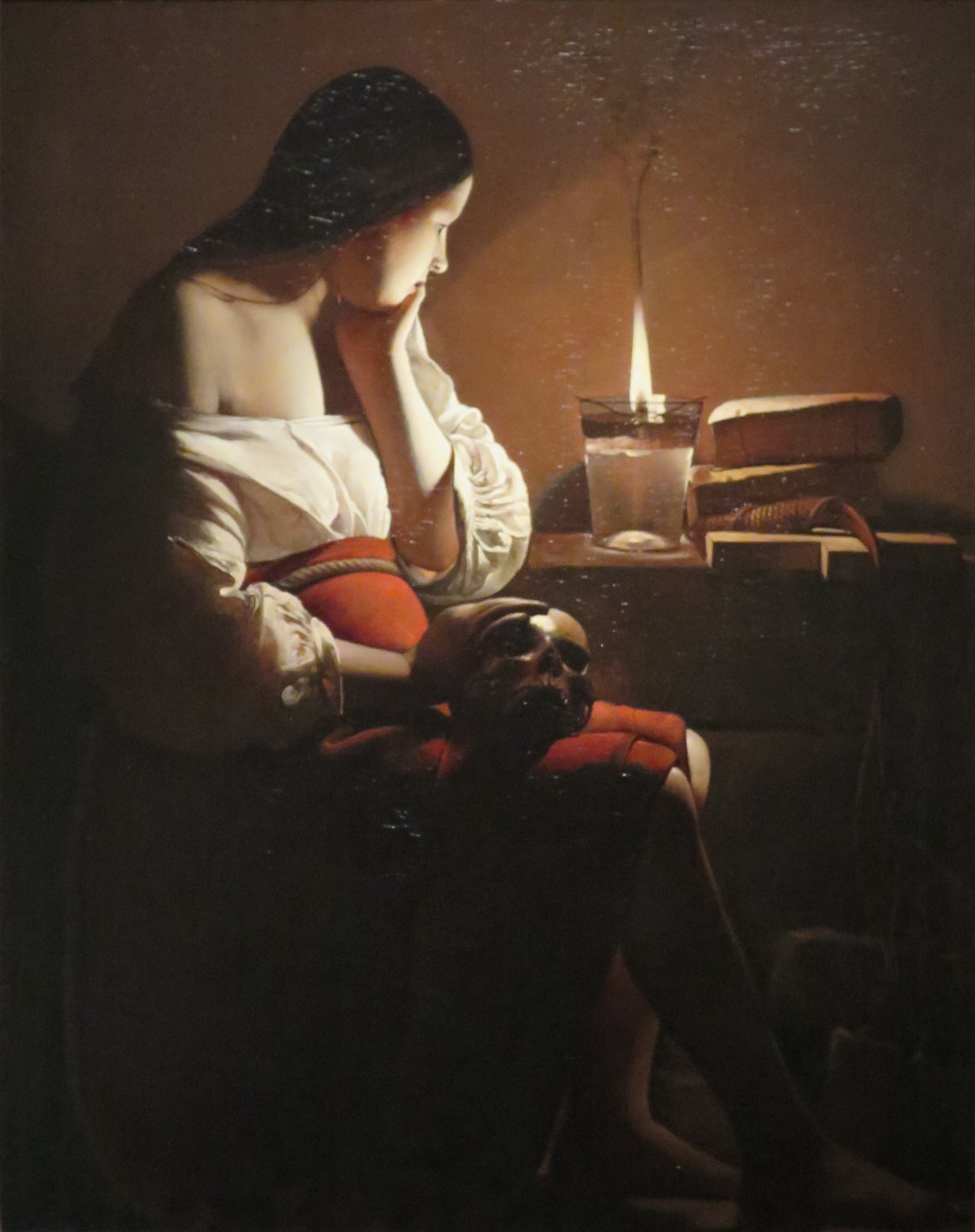
Magdalena en de rokende vlam, Los Angeles County Museum of Art
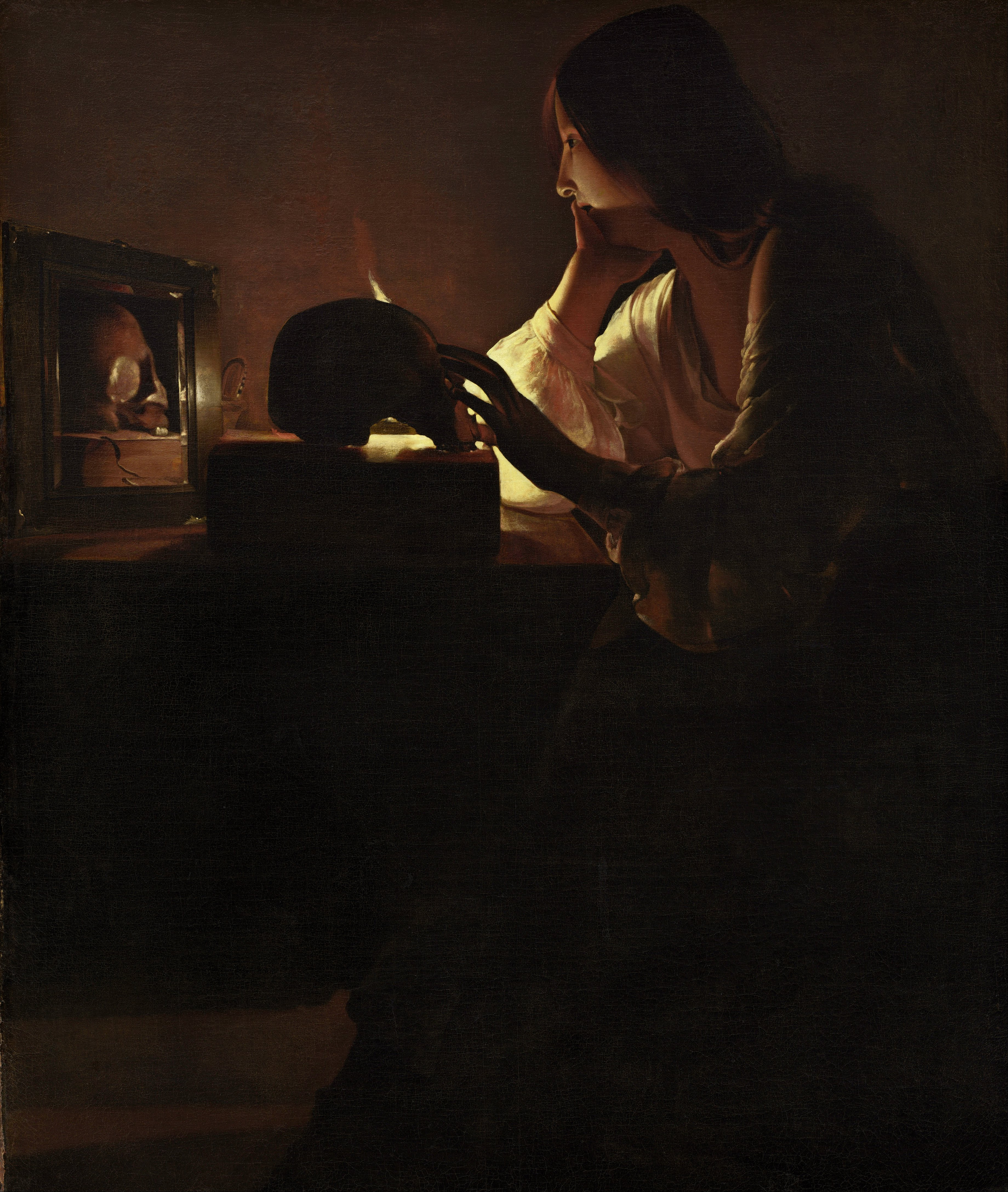
De penitente Magdalena, National Gallery of Art
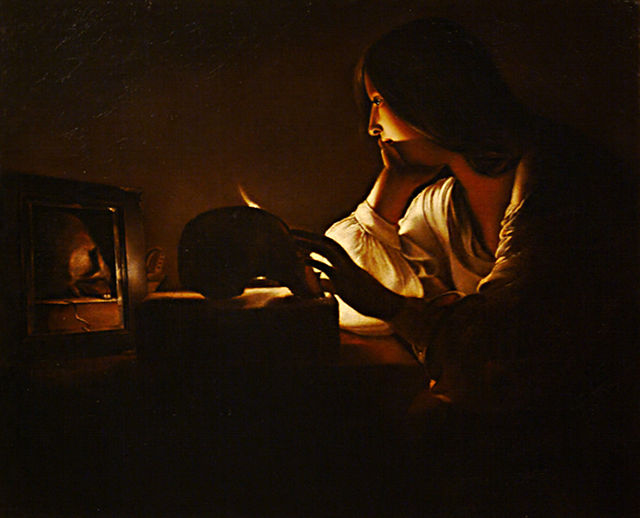
Magdalena voor de spiegel, Musée Lorrain, Nancy